# Shafily
Shafily är en ort i Azerbajdzjan.   Den ligger i distriktet Qəbələ, i den centrala delen av landet, 190 km väster om huvudstaden Baku. Shafily ligger 347 meter över havet och antalet invånare är 198.
Terrängen runt Shafily är kuperad åt nordväst, men åt sydost är den platt. Närmaste större samhälle är Nic, 10,7 km norr om Shafily.
Trakten runt Shafily består till största delen av jordbruksmark. Runt Shafily är det ganska tätbefolkat, med 54 invånare per kvadratkilometer.